# Стрижеус Андрій Святославович
Андрій Святославович Стрижеус (нар. 18 серпня 1995, Луцьк, Україна) — український футболіст, що грає на позиції півзахисника. Відомий за виступами у низці білоруських команд різних ліг, у тому числі за клуб вищої ліги «Динамо» з Берестя.

## Клубна кар'єра
Андрій Стрижеус є вихованцем луцької «Волині», і розпочав виступи на футбольних полях у дублюючому складі луцької команди в 2012 році. Проте він так і не зумів заграти в основному складі, і на початку 2015 року він перейшов до білоруської команди вищої ліги «Динамо» з Берестя. Єдиний у кар'єрі матч у вищій білоруській лізі Андрій Стрижеус провів 23 серпня 2015 року в складі «Динамо» проти клубу «Вітебськ», вийшовши на заміну на 72-й хвилині матчу. Проте надалі він не зумів стати гравцем основи, та виступав переважно за дублюючий склад команди.
На початку 2017 року Стрижеус перейшов до іншої команди білоруської вищої ліги «Крумкачи», проте й у цій команді не зумів закріпитися в основному складі. У другій половині року український футболіст грав у складі команди білоруської першої ліги «Граніт» з Мікашевичів, у складі якої провів 14 матчів. У 2018 році Стрижеус грав у складі іншої команди білоруської першої ліги «Сморгонь», а на початку 2019 року грав у складі команди «Слонім-2017».
На початку сезону 2019/20 Андрій Стрижеус повернувся до луцької «Волині». Дебютував у луцькій команді 27 серпня 2019 року в грі Кубку України проти хмельницького «Поділля», відігравши більшу частину матчу, на 101-й хвилині поступившись місцем Іллі Теліховському. До кінця року зіграв ще один матч чемпіонату проти кременчуцького «Кременя».
У 2020 році повернувся до Білорусі, де спочатку в 2020 році знову грав у клубі «Граніт», а в 2021 році грав у клубі «Смолевичі».
У 2022 році Андрій Стрижеус грав у клубі «Осиповичі», після закінчення чемпіонату покинув клуб.

## Особисте життя
Андрій Стрижеус є сином Святослава Стрижеуса, який тривалий час працює адміністратором у молодіжних командах «Волині».